# Тайгі (Айдахо)
Тайгі (англ. Tyhee) — переписна місцевість (CDP) в окрузі Беннок штату Айдахо США. Населення — 1130 осіб (2020).

## Географія
Тайгі розташоване за координатами 42°57′14″ пн. ш. 112°27′22″ зх. д. / 42.95389° пн. ш. 112.45611° зх. д. (42.953824, -112.456206).  За даними Бюро перепису населення США в 2010 році переписна місцевість мала площу 7,46 км², з яких 7,44 км² — суходіл та 0,02 км² — водойми.

## Демографія
Згідно з переписом 2010 року, у переписній місцевості мешкали 1123 особи в 366 домогосподарствах у складі 325 родин. Густота населення становила 151 особа/км².  Було 398 помешкань (53/км²).
Расовий склад населення:
| - 92,6 % — білих - 2,7 % — корінних американців - 0,5 % — азіатів - 0,1 % — чорних або афроамериканців - 1,8 % — осіб інших рас |

До двох чи більше рас належало 2,3 %. Частка іспаномовних становила 4,4 % від усіх жителів.
За віковим діапазоном населення розподілялося таким чином: 29,9 % — особи молодші 18 років, 59,8 % — особи у віці 18—64 років, 10,3 % — особи у віці 65 років та старші. Медіана віку мешканця становила 39,2 року. На 100 осіб жіночої статі у переписній місцевості припадало 107,2 чоловіків;  на 100 жінок у віці від 18 років та старших — 109,3 чоловіків також старших 18 років.